# 이나바 이와키치
이나바 이와키치(일본어: 稲葉 岩吉, 1876년 ~ 1940년)는 일본의 식민사학자. 조선총독부 조선사 편찬위원, 조선사 편수회 수사관(修史官), 만주건국대학 교수였다. 전공은 조선사, 만주사. 원래 성은 고바야시(小林)이며, 호는 군잔(君山)이다. 만주국와 조선의 역사는 하나이며 한반도의 역사와 문화는 만주국에 종속적이라는 만선사관을 주장했다. 

## 생애
니가타현(新潟縣) 무라카미에서 태어났다. 도쿄의 히토쓰바시 외국어학교 중국어과를 졸업하고 중국 화북(華北)에서 유학하였다. 1904년 러일전쟁 때는 통역관으로 종군하였고 도쿄외국어학교에서 중국어를 배운 뒤 중국으로 건너가, 러일전쟁 당시 일본 육군의 통역으로 활동하였다. 
909년부터 7년간 만철(滿鐵)의 역사지리조사실에서 만주 ·조선의 역사를 연구하였다. 이때 남만주철도주식회사 역사조사부에서 《만주역사지리》 편찬에 참여했고 1915년에는 육군대학 교관으로 활동했다. 1922년 12월 28일, 조선사 편찬위원회 위원 겸 간사로 임명되었고, 1925년에는 총독부 수사관(修史官), 조선사 편수회 간사직을 맡아, 《조선사》 편찬 사업에 참여했다. 1937년, 만주국의 건국대학 교수가 되었다.

## 역사 평가

### 만선사관
조선민족은 독자적인 민족이 아니라 대륙으로부터의 이주한 자들에 의해 형성되었다고 주장했다. 게다가 대륙에서 권력다툼에서 패한자들이 조선으로 도망한 것이고 따라서 조선인 중에는 만주인의 피가 다분히 흘러들어 있다고 주장했다. 당시 조선인 가운데 단군신화가 일컬어진 반면 이나바 이와키치는 단군신화의 가공성을 비판하는 한편 '만선불가분론'을 주장하여 조선 역대 왕가는 만주 혹은 대륙으로부터의 패잔자가 조선으로 도망친 것이며 조선과 만주는 정치적 경제적으로 일체 '불가분'하여 조선만의 독자적인 존재는 있을 수 없음을 주장하였다.

### 광해군의 중립외교
1933년에 《광해군시대의 만선관계》라는 저술을 통하여 광해군이 실용적 중립외교를 펼쳤다고 긍정적 평가를 하였는데, 이후 한국내 사학계에서 광해군의 외교정책에 대해서 만큼은 대체적으로 후하게 바뀌었다. 기존에 광해군에 대한 평가는 혼군(昏君), 즉 판단이 흐리고 어리석은 임금으로 평가되어 왔었다. 또한 이나바 이와키치는 조선과 후금의 관계를 '부활하는 만주와 조선관계'라고 반기고 광해군의 폐위를 비극이라고 평하였다. 

## 저서
조선사·만주사·중국사 관한 저작이 많고,《조선문화사연구》,《청조전사》,《만주발달사》등이다.

## 같이 보기
- 조선사 편수회
- 만선사관
- 이마니시 류
- 구로이타 가쓰미